# Couvent de Géronde
Le couvent de Géronde est une maison religieuse de bernardines, appartenant à l'Ordre cistercien de la stricte observance, située sur une colline près de la ville de Sierre en Suisse.

## Histoire
La colline de Géronde était le cœur du Sierre primitif : les tombes et les objets livrés par les fouilles attestent l'ancienneté d'un peuplement remontant à l'âge du bronze. Au sommet de la colline, on peut observer les débris de plusieurs constructions depuis longtemps détruites, dont une chapelle carolingienne dédiée à saint Félix et les bâtiments du couvent de Géronde.

### Fondation
La première chartreuse de Géronde fut fondée en cet endroit en 1331, par l'évêque Aymon de la Tour, en lieu et place d'un prieuré qui relevait des chanoines réguliers de Saint-Augustin, dépendant de l'abbaye d'Abondance en Savoie. Leur présence en ces lieux est signalée en 1233. Ces chartreux, inquiets des guerres entre les Valaisans et les Savoyards, quittèrent la région en 1354. De 1425 à 1644, ils furent remplacés par des Carmes et, en 1656, le couvent fut cédé par Adrien IV de Riedmatten aux Jésuites qui y résidèrent jusqu'en 1662. En 1425, l'évêque de Sion, André de Gualdo, promulgua l'acte de fondation du monastère des carmes de Géronde. L'église conventuelle actuelle est édifiée entre 1425 et 1430 et consacrée initialement à « Saint-Martin de Géronde » (aujourd'hui, elle est sous le patronage de la Vierge). Elle fut le centre religieux de la contrée. Mais les bases de l'édifice ont été construites en style roman au XIe siècle, après quoi, l'église on ajouta un vaste chœur gothique au XVe siècle. Enfin, au XVIIIe siècle, la voûte de la nef fut baroquisée. On y voit aussi de remarquables stalles gothiques, sculptées vers 1430, et des vitraux de 1965, réalisés par une des membres de la communauté, reconnue pour ses qualités artistiques, sœur Marie-Jean (Myriam Olsommer, 1935-2017).

### De l'Institut pour les sourds à la communauté actuelle
Géronde abrita le séminaire diocésain de 1743 à 1799, date de l'invasion française. Dès lors à demi abandonné, le monastère fut beaucoup pillé, mais à l'époque de la Terreur, il servit de refuge à des Trappistes (1804-1806 et 1831-1834), puis à des Dominicains français vers 1870. Par suite d'un accord avec l'État du Valais (1893), divers bâtiments de Géronde furent transformés en un institut de sourds-muets dirigé par les sœurs de la Sainte-Croix d'Ingenbohl, qui ouvrit ses portes le 1er octobre 1894. Jusqu'en 1929, l'établissement pratiqua l'enseignement agricole expérimental.
Enfin, en 1935, à la demande de l'évêque de Sion, Mgr Victor Bieler, des bernardines de Collombey s'installèrent à Géronde pour y mener la vie monastique. La communauté vit dans le silence, la prière et le travail, en particulier le travail de la vigne, des jardins potagers et des vergers. Actuellement, le couvent met à disposition cinq chambres destinées aux hôtes pour des retraites individuelles. Les nonnes ont également un revenu par la production d'hosties et la confection de vêtements liturgiques. De 1962 à 1964, le cloître, les cellules monacales et l'église du couvent furent restaurés.
Le 1er mai 1980, alors que les bernardines s'apprêtaient à fêter les 45 ans de leur installation, un violent incendie a éclaté et le feu a dévasté toute la partie supérieure de l'édifice, tout en épargnant la chapelle Saint-Martin qui abrite les stalles.
Depuis 2008 la communauté a rejoint l'Ordre des Cisterciens de la Stricte Observance (Trappistes) devenant ainsi le 73e monastère dépendant directement de l'Ordre. Le 8 septembre 2009, les moniales de Notre-Dame de Géronde, ont élu Prieure pour un temps indéterminé Mère Miryam-Monique Frossard.

## Filiation et dépendances
Géronde est fille de l'abbaye Notre-Dame d'Acey.

## Situation
Le couvent de Géronde se trouve au sud de la ville de Sierre, sur la plus grande des nombreuses collines situées sur le territoire de la commune. Il fait face à l'embouchure du Val d'Anniviers, domine le lit du Rhône et la commune de Chippis, et se mire dans le lac de Géronde.

## Accès
- A9  Autoroute de Lausanne-Simplon.